# Adil Candemir
Adil Candemir (Amasya, 1917 – 12 gennaio 1989) è stato un lottatore turco, specializzato nella lotta libera.

## Palmarès

### Olimpiadi
- 1 medaglia:
  - 1 argento (Londra 1948 nei pesi medi)